# Panopticon (album)
Pour les articles homonymes, voir Panopticon (homonymie).
Panopticon est un album d'Isis sorti le 19 octobre 2004 sur le label Ipecac Recordings (IPC-057).

## Liste des pistes
1. So Did We (7:30)
2. Backlit (7:43)
3. In Fiction (8:58)
4. Wills Dissolve (6:46)
5. Syndic Calls (9:39)
6. Altered Course (9:57)
7. Grinning Mouths (8:27)